# All Together Now (píseň)
„All Together Now“ je píseň anglické hudební skupiny The Beatles. Pochází z roku 1967, nahrána byla 12. května toho roku ve studiu Abbey Road Studios. Jejím producentem byl dlouholetý spolupracovník skupiny George Martin. Vydána však byla až o necelé dva roky později, v lednu 1969 na albu Yellow Submarine. Jako autoři písně jsou uváděni Paul McCartney a John Lennon, ve skutečnosti je jejím autorem primárně McCartney. V pozdějších letech píseň nahrála řada dalších hudebníků, mezi které patří například zpěvák Kenny Loggins nebo skupina The Muppets.